# 경상버스
경상버스자동차(慶尙-自動車)는 대구광역시의 시내버스 운송업체이다.

## 개요
- 1979년 10월 15일에 건림교통자동차주식회사로 시내버스 운송면허를 취득하여[1] 서구 이현동에서 설립되었다.
- 1983년 11월 1일 건림교통주식회사에서 경상버스자동차주식회사로 이름을 변경하였다.
- 2010년 12월에 성보교통 소속 323번과 323-1번이 모두 경상버스로 이동되었고 2011년 1월에 508번을 세운버스에 일부를 넘겨주었다.
- 2013년 11월 4일 경상북도 경산시 자인면 일언리로 차고지를 이전했다.
- 2022년 4월 회사 최후이자 대구광역시 최후의 구도색 차량을 대차하였다.
- 동년 12월 회사 최후이자 2010년식 뉴 슈퍼에어로시티를 보유했던 업체이다.
- 회사 최초이자 대구광역시 최초로 블루시티를 대차한 업체이다.
- 대구시내버스 업체 중 유일하게 대구 경산 공동배차 노선 2개를 보유 중이다.[2]

## 차고지
- 경상북도 경산시 자인면 공단로 125

## 보유 차종
전 차량이 현대자동차의 차종으로 운행한다. (뉴 슈퍼 에어로시티, 저상 뉴 슈퍼 에어로시티)

## 노선
| 노선번호 | 운행경로 기점 ↔ 중간경유지 ↔ 종점 | 운행경로 기점 ↔ 중간경유지 ↔ 종점 | 운행경로 기점 ↔ 중간경유지 ↔ 종점 | 운행대수    | 비고                              |
| -------- | --------------------------------- | --------------------------------- | --------------------------------- | ----------- | --------------------------------- |
| 232번    | 달성군 다사읍 방천리공영차고지    | 중구 동성로2가 CGV대구한일        | 달성군 다사읍 방천리공영차고지    | 13 (저상 4) | 단독운행                          |
| 232-1번  | 달성군 다사읍 방천리공영차고지    | 중구 동성로2가 CGV대구한일        | 달성군 다사읍 방천리공영차고지    | 13 (저상 7) | 단독운행                          |
| 509번    | 달성군 다사읍 방천리공영차고지    | 중구 대봉1동 대백프라자           | 경산시 사동 소라아파트            | 7 (저상 3)  | 삼천리버스, 경산버스 공배         |
| 649번    | 달서구 대곡동공영차고지           | 중구 남산동 반월당역              | 경산시 압량읍 금구리              | 13 (저상 6) | 우창여객 공배                     |
| 719번    | 북구 읍내동 칠곡우방타운          | 북구 복현1동 복현오거리           | 경산시 압량읍 금구리              | 11 (저상 6) | 관음교통 공배                     |
| 894번    | 경산시 하양읍 부호리 경일대학교   | 수성구 대구스타디움               | 수성구 범물2동 범물두성타운       | 4 (저상 1)  | 한일운수, 경산버스 공배 구. 840번 |
| 예비     |                                   |                                   |                                   | 3           | 단독운행                          |
| 6종      |                                   |                                   |                                   | 64대        |                                   |

## 갤러리

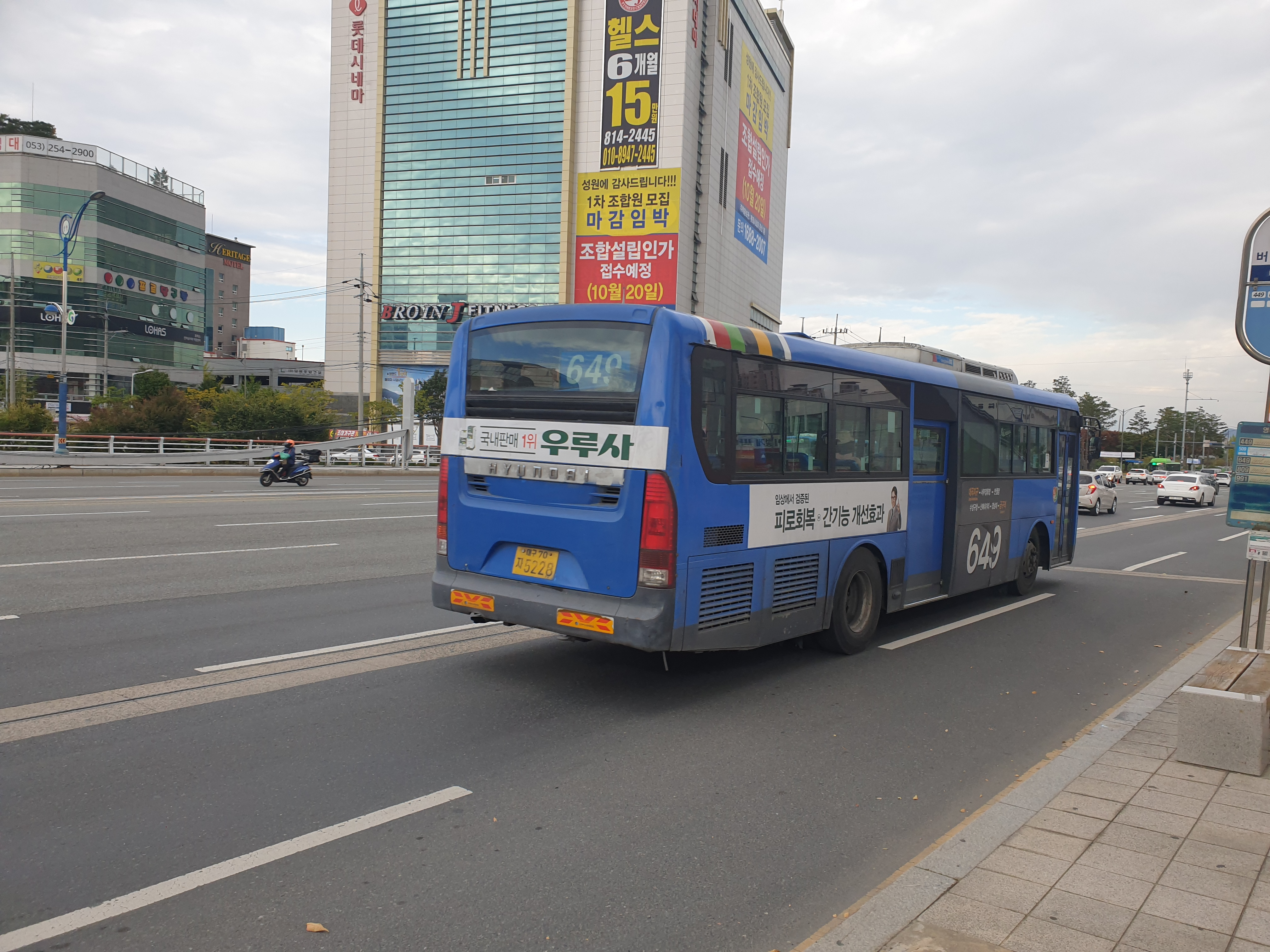
대구시내버스 649번 (우창여객 공배)
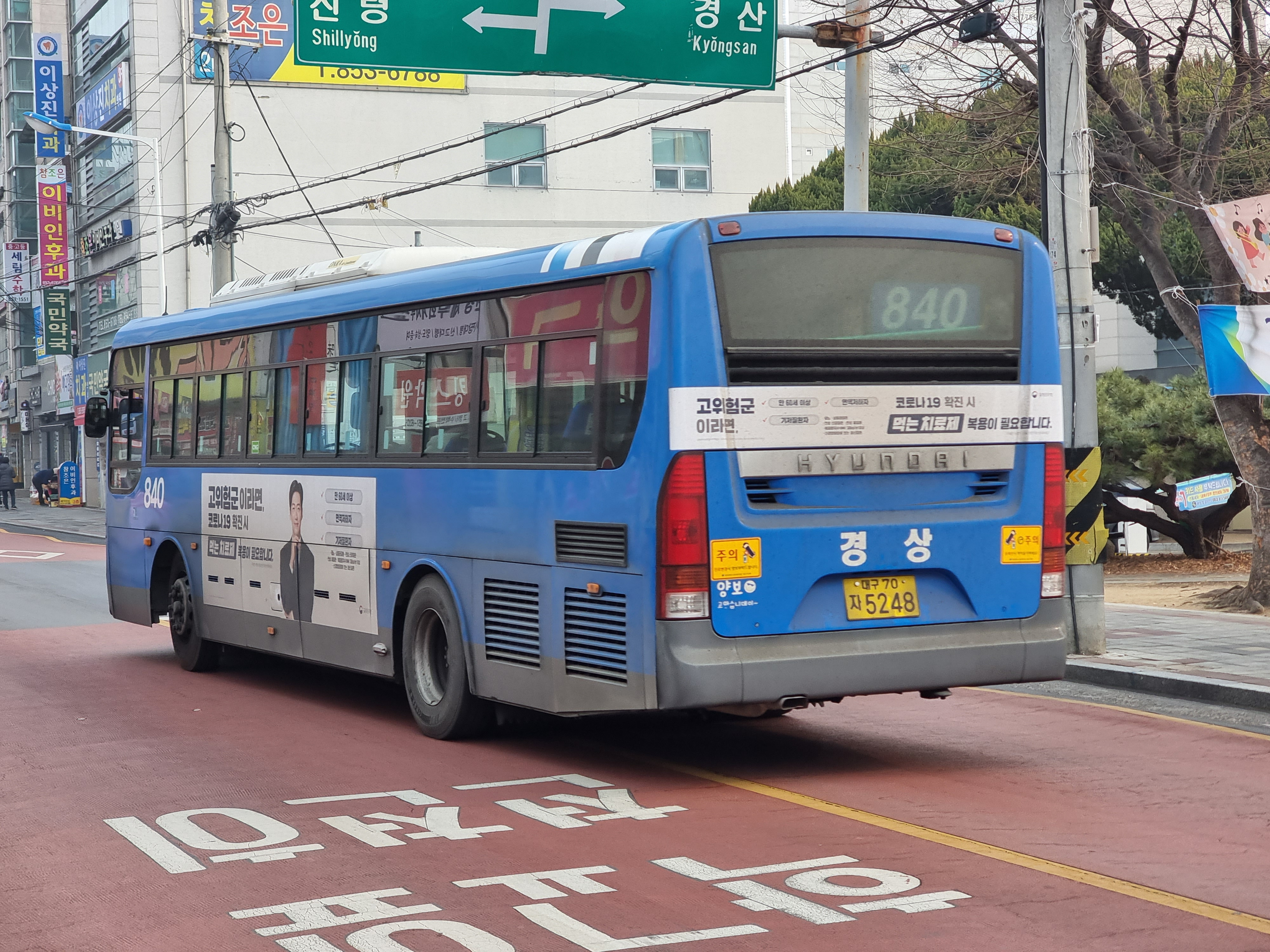
대구시내버스 840번 (이 노선은 경산버스, 한일운수와 공동배차한다.)